# 井口重衛
井口 重衛（いのくち じゅうえ、1879年〈明治12年〉2月15日 - 1933年〈昭和8年〉11月19日）は、日本の商人（紙商）、政治家、実業家。愛媛県喜多郡天神村会議員。井口製紙工場（現在の株式会社天神産紙工場）創業者。

## 経歴
愛媛県喜多郡平岡村（のち天神村・五十崎町、現内子町）で、井口重五郎の長男として生まれた。父・重五郎隠居により、1910年3月1日に戸主となり1911年より製紙業を営む。
商用でたびたび上阪するうちに従来の大洲半紙（楮）よりも三椏を原料とする改良半紙の方が需要が多いことに着目し、柿原の山田佐藤が改良半紙の製造に踏み切った際、重衛は協力者となった。また、五十崎村の藤本松太郎と合同して五十崎村新川に藤本製紙工場を設立した。1915年7月より大洲産紙同業組合代議員、1918年同組合長。
1916年、独力で井口製紙工場（現在の株式会社天神産紙工場）を設立した。一時は従業員200名にも及んだ。手漉和紙工場としては日本一の大規模工場と云われた。1919年3月、愛媛県紙聯合組合副組長。工場を経営しながら1922年からおよそ3期、天神村会議員を務めた。
しかし、昭和初期の不況の際には栗田敬治郎、村上孫吉、大野象三郎らの助けを受け再興を図ったが再興ならず、1930年、工場は銀行の所有になった。1933年11月19日死去。

## 人物
当地方製紙業界発展に尽くした功績は大きかった。住所は愛媛県喜多郡天神村大字平岡。

## 家族・親族
井口家
井口家は、重衛の父・重五郎の代からの紙商であった。
- 父・重五郎（紙商[2]、大洲産紙合資会社代表社員[5]）
- 妻・チヨ（1884年 - ?、上浮穴郡小田町、嶋崎ヘンの二女）[3]
- 長男・重雄（1913年 - ?）[3]